# Carl W. Schnitler

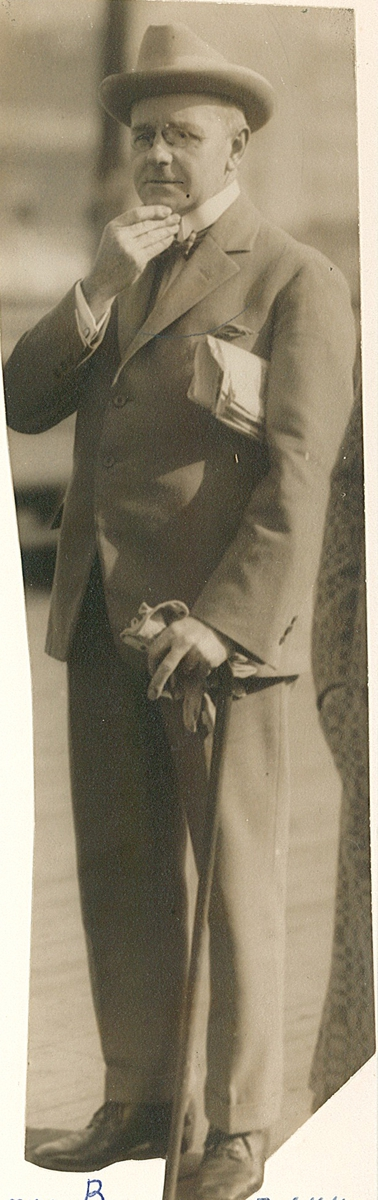
Carl W. Schnitler.

Carl Wille Schnitler, född den 24 juni 1879 i Brandvals härad, Hedemarkens amt, död den 28 oktober 1926 i Oslo, var en norsk konst- och kulturhistoriker. Han var son till en kusin till Didrik Thomas Johannes Schnitler.
Schnitler avlade filologisk kandidatexamen 1904 samt blev 1908 assistent vid universitetets etnografiska samlingar och 1911 därjämte universitetsstipendiat. Han var ledamot av Videnskabsselskabet i Kristiania från 1915. Schnitler blev 1921 professor i konsthistoria vid universitetet. Han var medarbetare i tidskrifter och dagspressen samt utgav de betydande arbetena planschverket Vore oldeforældres land (1910), Slegten fra 1814. Studier over norsk embedsmandskultur i klassicismens tidsalder 1814–1840 (1911), Fredriksværn. Et norsk militæranlæg fra rokokotiden (1914), Norske haver i gammel og ny tid (2 delar, 1916), Italiensk renæssance og barok i havekunst og bykunst (1917), Malerkunsten i Norge i det attende aarhundrede (1920) och Norges kunstneriske opdagelse. Maleren Erik Pauelsens norske landskaper 1788 (1920).